# Una (ort i Brasilien, Bahia, Una, lat -15,29, long -39,08)
Una är en ort i Brasilien.   Den ligger i kommunen Una och delstaten Bahia, i den östra delen av landet, 900 km öster om huvudstaden Brasília. Una ligger 16 meter över havet och antalet invånare är 22 613.
Terrängen runt Una är huvudsakligen platt. Una ligger nere i en dal. Det finns inga andra samhällen i närheten. 
I omgivningarna runt Una växer i huvudsak städsegrön lövskog. Runt Una är det ganska glesbefolkat, med 22 invånare per kvadratkilometer.